# Чемпионат мира по конькобежному спорту на отдельных дистанциях 2016
Чемпионат мира по конькобежному спорту на отдельных дистанциях проходил с 11 по 14 февраля 2016 года в Коломне, Московская область, Россия.
Соревнования прошли на дистанциях 500, 1000, 1500, 5000 метров и в масс-старте у мужчин и женщин, 3000 метров у женщин и 10 000 у мужчин, а также командные забеги на 6 кругов у женщин и на 8 кругов у мужчин.

## Программа
| Дата       | Мужчины                | Женщины                   |
| ---------- | ---------------------- | ------------------------- |
| 11 февраля | 10 000 м               | 3000 м                    |
| 12 февраля | 1500 м Командная гонка | 1000 м 5000 м             |
| 13 февраля | 1000 м 5000 м          | 500 м × 2 Командная гонка |
| 14 февраля | 500 м × 2 Масс-старт   | 1500 м Масс-старт         |

### Медальный зачёт

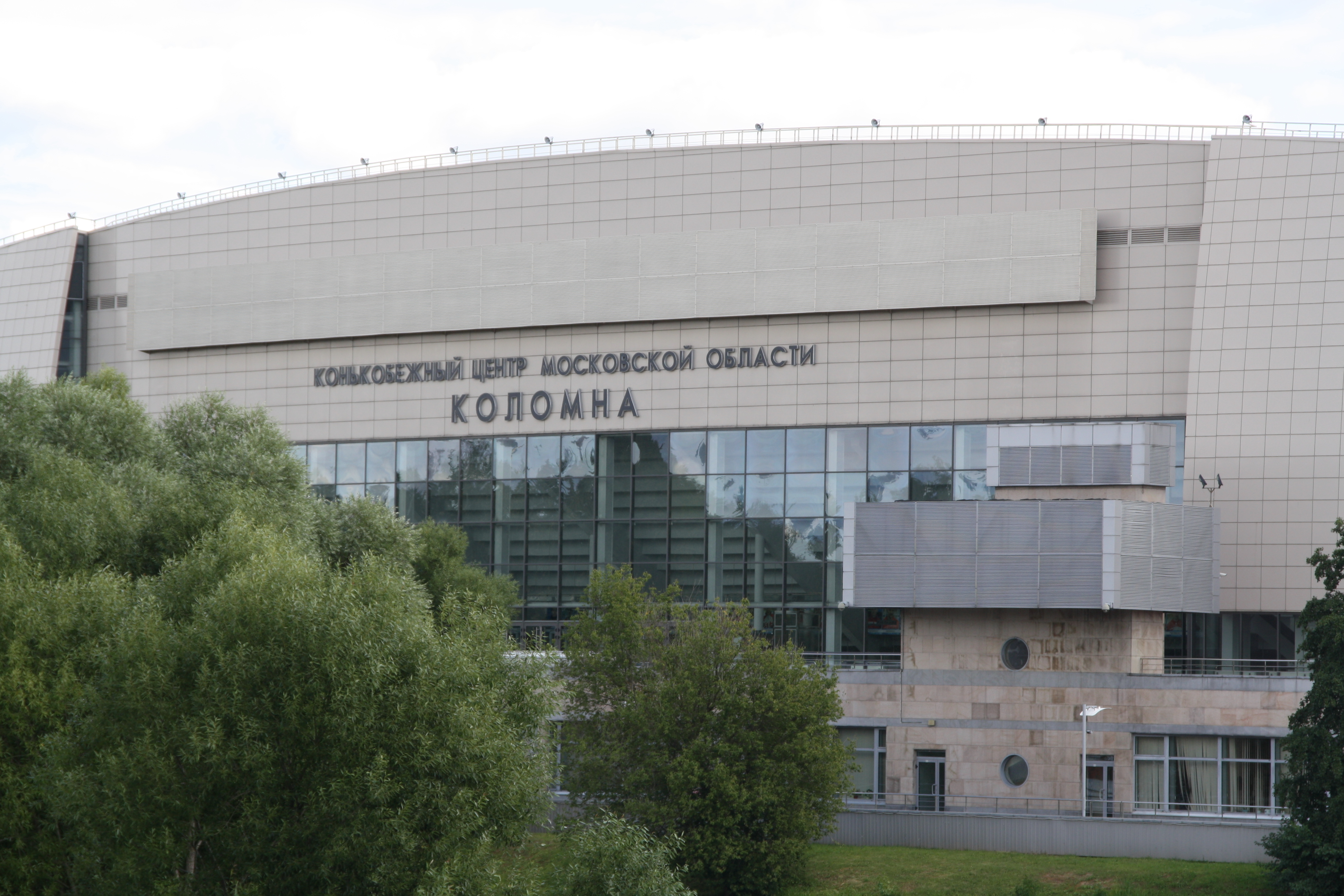
Коломенский центр конькобежного спорта

| Место | Страна           | Золото | Серебро | Бронза | Всего |
| ----- | ---------------- | ------ | ------- | ------ | ----- |
| 1     | Нидерланды       | 6      | 5       | 5      | 16    |
| 2     | Россия           | 3      | 2       | 1      | 6     |
| 3     | Республика Корея | 2      | 1       | 0      | 3     |
| 4     | Чехия            | 2      | 0       | 0      | 2     |
| 5     | Канада           | 1      | 1       | 2      | 4     |
| 6     | США              | 0      | 3       | 2      | 5     |
| 7     | Норвегия         | 0      | 1       | 1      | 2     |
| 7     | Япония           | 0      | 1       | 1      | 2     |
| 9     | Китай            | 0      | 0       | 1      | 1     |
| 9     | Франция          | 0      | 0       | 1      | 1     |
| Всего | Всего            | 14     | 14      | 14     | 42    |

## Призёры

### Мужчины
| Дистанция                   | Золото                                                       | Золото      | Серебро                                                         | Серебро  | Бронза                                                        | Бронза   |
| --------------------------- | ------------------------------------------------------------ | ----------- | --------------------------------------------------------------- | -------- | ------------------------------------------------------------- | -------- |
| 500 м × 2 (подробнее)       | Павел Кулижников Россия                                      | 69,026      | Руслан Мурашов Россия                                           | 69,680   | Алекс Буавер-Лакруа Канада                                    | 69,788   |
| 1000 м (подробнее)          | Павел Кулижников Россия                                      | 1.08,33 TR  | Дениc Юсков Россия                                              | 1.08,43  | Кьелд Нёйс Нидерланды                                         | 1:08,47  |
| 1500 м (подробнее)          | Дениc Юсков Россия                                           | 1.44,13 TR  | Кьелд Нёйс Нидерланды                                           | 1.45,66  | Томас Крол Нидерланды                                         | 1.45,75  |
| 5000 м (подробнее)          | Свен Крамер Нидерланды                                       | 6.10,31     | Йоррит Бергсма Нидерланды                                       | 6.10,66  | Сверре Лунде Педерсен Норвегия                                | 6.15,08  |
| 10 000 м (подробнее)        | Свен Крамер Нидерланды                                       | 12.56,77 TR | Тед-Ян Блумен Канада                                            | 12.59,69 | Эрик Ян Койман Нидерланды                                     | 13.02,15 |
| Командная гонка (подробнее) | Нидерланды · Дауве де Врис · Арьян Струтинга · Ян Блокхёйсен | 3.40,04     | Норвегия · Симен Нильсен · Ховард Бёкко · Сверре Лунде Педерсен | 3.41,26  | Канада · Тед-Ян Блумен · Бенджамин Доннелли · Джордан Бельчос | 3.43,28  |
| Масс-старт (подробнее)      | Ли Сын Хун Республика Корея                                  | 7.18,26     | Арьян Струтинга Нидерланды                                      | 7.18,32  | Алексис Контен Франция                                        | 7.18,41  |

### Женщины
| Дистанция                   | Золото                                                       | Золото     | Серебро                                             | Серебро | Бронза                                                      | Бронза  |
| --------------------------- | ------------------------------------------------------------ | ---------- | --------------------------------------------------- | ------- | ----------------------------------------------------------- | ------- |
| 500 м × 2 (подробнее)       | Ли Сан Хва Республика Корея                                  | 74,859     | Бриттани Боу США                                    | 75,663  | Чжан Хун Китай                                              | 75,688  |
| 1000 м (подробнее)          | Йорин тер Морс Нидерланды                                    | 1.14,73 TR | Хизер Ричардсон-Бергсма США                         | 1.14,94 | Бриттани Боу США                                            | 1.15,01 |
| 1500 м (подробнее)          | Йорин тер Морс Нидерланды                                    | 1.53,92 TR | Хизер Ричардсон-Бергсма США                         | 1.54,67 | Бриттани Боу США                                            | 1.55,09 |
| 3000 м (подробнее)          | Мартина Сабликова Чехия                                      | 4.03,05    | Ирен Вюст Нидерланды                                | 4.03,13 | Антоинетте де Йонг Нидерланды                               | 4.04,25 |
| 5000 м (подробнее)          | Мартина Сабликова Чехия                                      | 6.51,09 TR | Карин Клейбёкер Нидерланды                          | 6.54,96 | Ирен Схаутен Нидерланды                                     | 6.55,93 |
| Командная гонка (подробнее) | Нидерланды · Ирен Вюст · Маррит Ленстра · Антоинетте де Йонг | 2.58,12    | Япония · Мисаки Осигири · Михо Такаги · Нана Такаги | 2.58,31 | Россия · Ольга Граф · Елизавета Казелина · Наталья Воронина | 3.02,61 |
| Масс-старт (подробнее)      | Ивани Блонден Канада                                         | 8.17,53    | Ким Бо Рым Республика Корея                         | 8.17,66 | Михо Такаги Япония                                          | 8.17,68 |